# تعیین جنسیت جنین
از دیرباز آدمی به این موضوع علاقه مند بوده‌است که نوع جنسیت جنین را تعیین کند. در این باره افسانه‌ها و خرافات فراوانی نیز نقل شده‌است. در سال‌های گذشته با پیشرفت در دانش ژنتیک و به ویژه ژنتیک پزشکی این امکان پدید آمده‌است. هم‌اکنون یکی از روش‌های اثبات شده برای تعیین جنسیت جنین بکارگیری تکنیک‌های تشخیص ژنتیکی پیش از لانه‌گزینی می‌باشد. با این وجود در این باره و از دید ملاحظات اخلاقی میان پژوهشگران و دست اندرکاران ژنتیک و اخلاق پزشکی اتفاق نظر وجود ندارد. پس، رهنمود می‌شود تا کسانیکه قصد بکارگیری این شیوه تشخیصی را دارند مشاوره ژنتیک انجام دهند. یکی از مراکز معتبر درمان ناباروری و تعیین جنسیت جنین، پژوهشگاه رویان است.